# بندر لندن
بندر لندن (انگلیسی: Port of London) بخشی از رود تیمز در انگلستان است که میان Teddington Lock و مرز مشخص‌شده (از سال ۱۹۶۸، خطی کشیده‌شده از Foulness Point در اسکس از طریق فانوس دریایی قدیمی Gunfleet تا Warden Point در کنت (انگلستان)|کنت) با دریای شمال قرار دارد و حوضه‌های وابسته به آن را نیز در بر می‌گیرد. این بندر زمانی بزرگ‌ترین بندر جهان بود و تا سال ۲۰۲۰، بزرگ‌ترین بندر بریتانیا به‌شمار می‌رفت. بهره‌برداری از این بندر عمدتاً زیر نظر اداره بندر لندن («PLA») انجام می‌شود؛ نهادی عمومی که در سال ۱۹۰۸ بنیان‌گذاری شد. این نهاد عمدتاً مسئول هماهنگی و اجرای مقررات است، هرچند برخی عملیات جزئی را نیز خود انجام می‌دهد.
در شرق این بندر، امکاناتی وجود دارد که توانایی پذیرش کشتی‌های مسافری، شناور رو-رو و باربری از همه نوع را دارند. همچون بسیاری از بنادر تاریخی مشابه در اروپا، نظیر بندر آنتورپ و رتردام، فعالیت‌های بندر به‌تدریج به‌سوی دهانه رود و دریای باز منتقل شده‌اند، چراکه کشتی‌ها بزرگ‌تر شده‌اند و زمین‌های بالادست برای کاربری‌های دیگر اختصاص یافته‌اند.

## تاریخچه

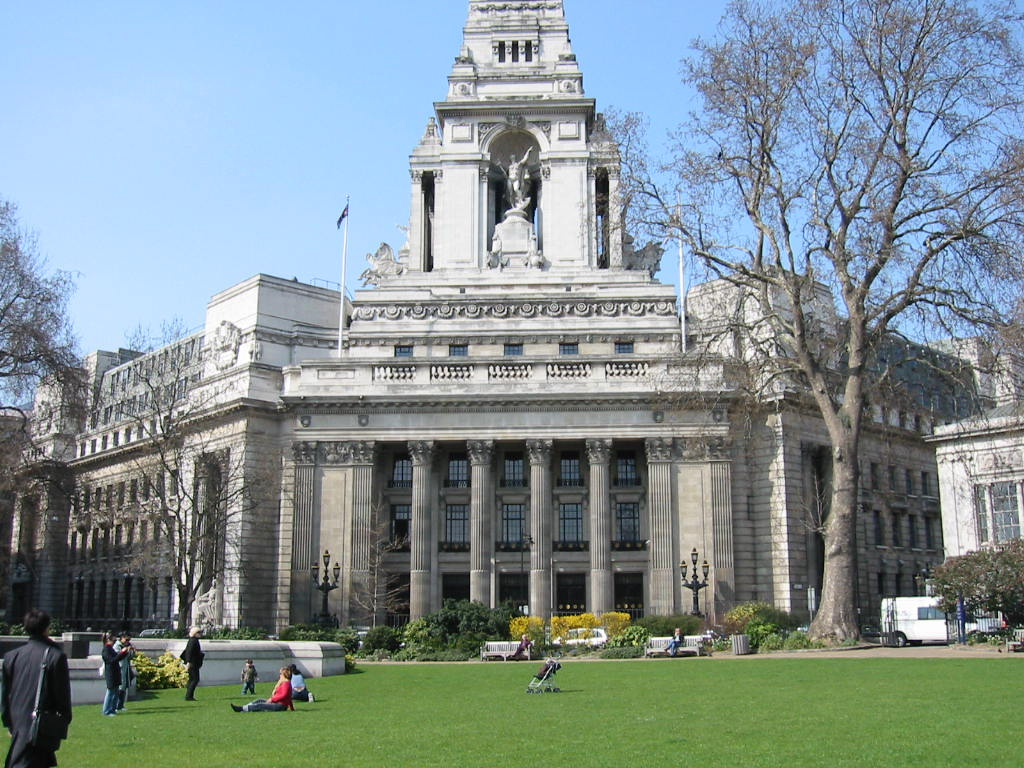
ساختمان پیشین اداره بندر لندن در میدان ترینیتی ۱۰، تاور هیل

بندر لندن از زمان بنیان‌گذاری شهر در سده نخست میلادی، در مرکز اقتصاد لندن قرار داشته و نقشی کلیدی در رشد و کامیابی شهر ایفا کرده است. در سده‌های ۱۸ و ۱۹، این بندر پررفت‌وآمدترین بندر جهان بود، با اسکله‌هایی که به‌طور پیوسته به‌طول ۱۱ مایل (۱۸ کیلومتر) در امتداد رود تیمز کشیده شده بودند و بیش از ۱۵۰۰ جرثقیل وظیفه بارگیری و تخلیه ۶۰٬۰۰۰ کشتی را در سال بر عهده داشتند. این بندر یکی از اهداف اصلی لوفت‌وافه در جنگ جهانی دوم (در جریان بلیتس) بود.

### بندر رومی در لندن
نخستین نشانه‌های یک بندر بازرگانی نسبتاً بزرگ در لندن به دوره فرمانروایی روم بر بریتانیا بازمی‌گردد، زمانی که رومی‌ها بندر اولیه را ساختند. ساخت‌وساز شامل گسترش خط ساحلی با بهره‌گیری از چارچوب‌های چوبی پرشده با خاک بود. پس از استقرار این چارچوب‌ها، ساخت اسکله در چهار مرحله به‌سمت پایین‌دست از پل لندن انجام گرفت. بندر در سده‌های دوم و سوم میلادی به‌سرعت رشد کرد و رونق یافت، اما با افول تجارت و پایان فرمانروایی روم در بریتانیا در آغاز سده پنجم، این بندر نیز دچار زوال شد. دگرگونی‌های ایجادشده در حاشیه رودخانه به‌دست رومیان چنان چشمگیر و پایدار بود که تشخیص موقعیت واقعی خط ساحلی طبیعی را دشوار می‌کرد. با این‌حال، بندر موجود در محدوده شهر رومی، در پایان سده دوم میلادی در حال افول بود. به‌نظر می‌رسد بندری تازه در همین دوره در شَدوِل، حدود ۱ مایل (۱٫۶ کیلومتر) شرق‌تر از شهر رومی، توسعه یافته باشد.
در اوج خود در سده‌های دوم و سوم، لندن به بندری بسیار مهم برای رومیان بدل شده بود. شهر بندری به‌سرعت گسترش یافت و رونق گرفت. تجمل کالاهایی که در لندن مبادله می‌شدند، زندگی شهروندان آن را به‌شدت تحت تأثیر قرار داد و شهر در دوره استعمار رومی شکوفا شد. گسترش زیرساخت‌های بندری و سازماندهی بندر لندن در دوران روم، همچنان پایه و اساس بندر لندن امروزی به‌شمار می‌رود.

### استخر لندن

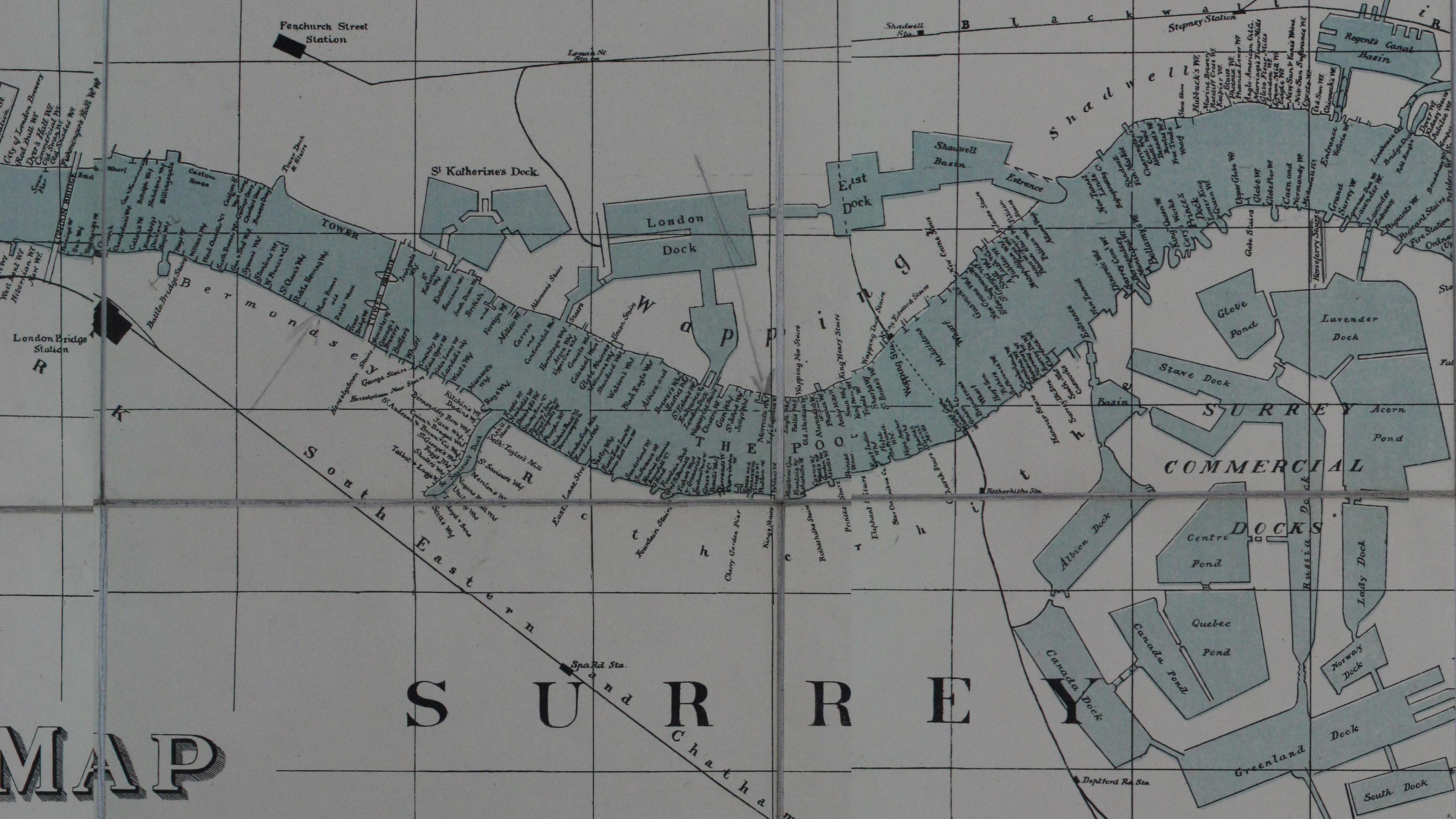
نقشه اسکله‌های تیمز در سال ۱۹۰۵ از پل لندن تا لایم‌هاوس که استخر لندن را نشان می‌دهد

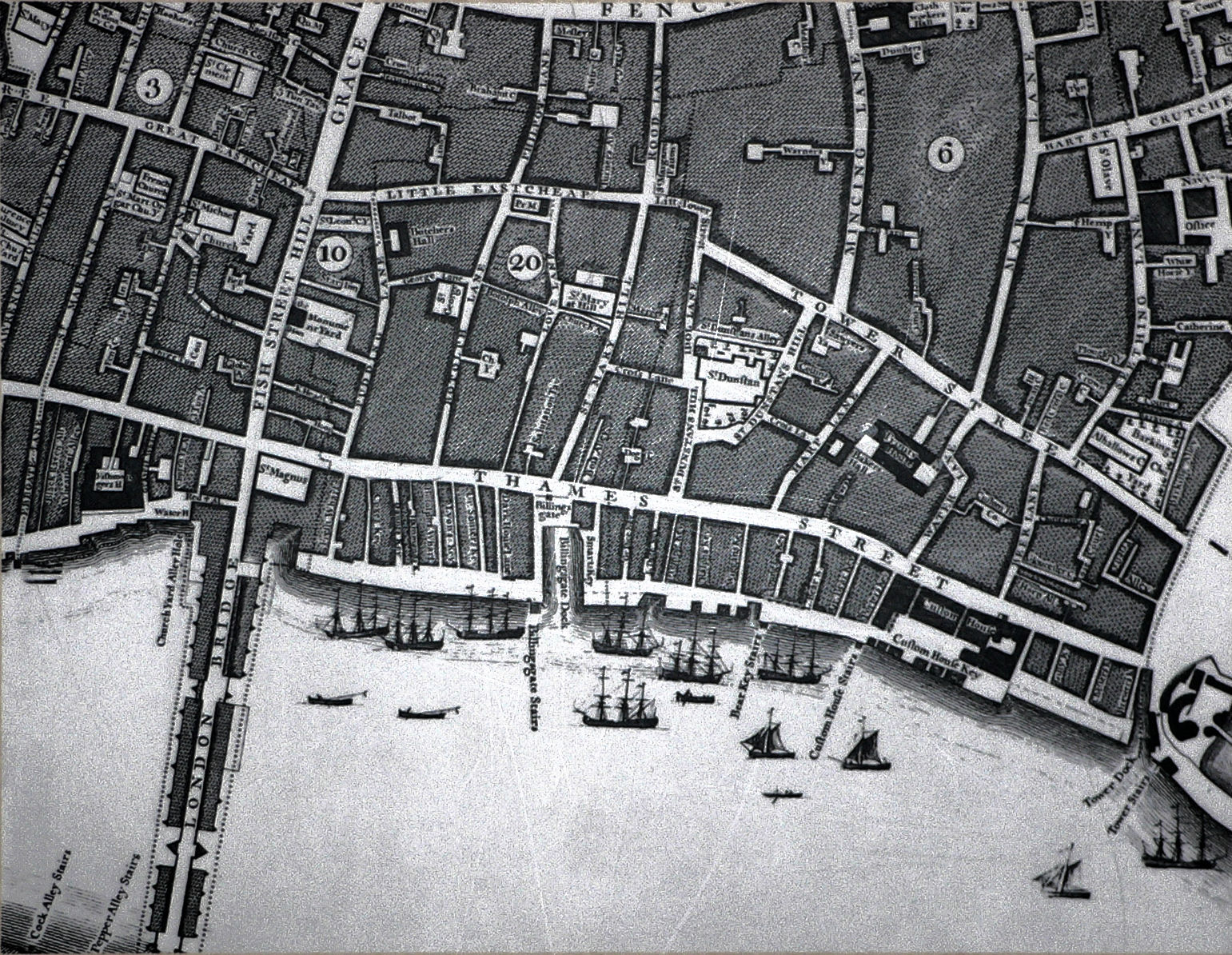
اسکله‌های قانونی بین اسکله بیلینگزگیت و برج لندن در نقشه جان روک در سال ۱۷۴۶. پشت اسکله‌های قانونی، خیابان تیمز قرار دارد با انبارها، پالایشگاه‌های شکر و بشکه‌سازی‌هایش.

تا آغاز قرن نوزدهم، بارگیری و تخلیه کشتی‌ها به‌طور کامل در استخر لندن انجام می‌شد؛ بخشی از رود تیمز که در امتداد بیلینگزگیت در سمت جنوبی سیتی لندن قرار دارد. تمام محموله‌های وارداتی باید برای بازرسی و ارزیابی به‌دست مأموران گمرک تحویل داده می‌شد، که به این ناحیه نام «اسکله‌های قانونی» را داده بود.
در نیمه دوم قرن هجدهم، استخر لندن شاهد افزایش چشمگیری در تجارت خارجی و ساحلی بود. دوسوم کشتی‌های ساحلی که از استخر استفاده می‌کردند، کشتی‌های حامل زغال‌سنگ بودند تا پاسخگوی افزایش تقاضا برای زغال‌سنگ در پی رشد جمعیت لندن باشند. تجارت ساحلی بین سال‌های ۱۷۵۰ تا ۱۷۹۶ تقریباً دو برابر شد و در سال ۱۷۹۵ به ۱۱٬۹۶۴ کشتی رسید. در تجارت خارجی نیز، در سال ۱۷۵۱ استخر ۱٬۶۸۲ کشتی و ۲۳۴٬۶۳۹ تُن کالا را جابه‌جا کرد؛ و این رقم در سال ۱۷۹۴ به ۳٬۶۶۳ کشتی و ۶۲۰٬۸۴۵ تُن رسید.
در آن زمان، کناره‌های رودخانه تقریباً به‌طور پیوسته با دیوارهای اسکله‌ها در هر دو سوی رود پوشیده شده بود و صدها کشتی در رودخانه یا کنار اسکله‌ها پهلو گرفته بودند. در اواخر قرن هجدهم، طرحی بلندپروازانه توسط ویلی ریولی پیشنهاد شد تا رود تیمز را بین ووپینگ و وولیچ Reach مستقیم کنند؛ بدین صورت که کانالی جدید از میان رودرهاید، آیل آو داگز و گرینیچ (ناحیه) حفر شود. این طرح شامل بریدن سه پیچ بزرگ نعل‌اسبی رود و تبدیل آن‌ها به بنادر آبی بزرگ همراه با قفل می‌شد. این طرح عملی نشد، اگرچه کانالی کوچک‌تر با نام کانال سیتی در نهایت از میان آیل آو داگز احداث شد.

### سامانه‌های اسکله بسته

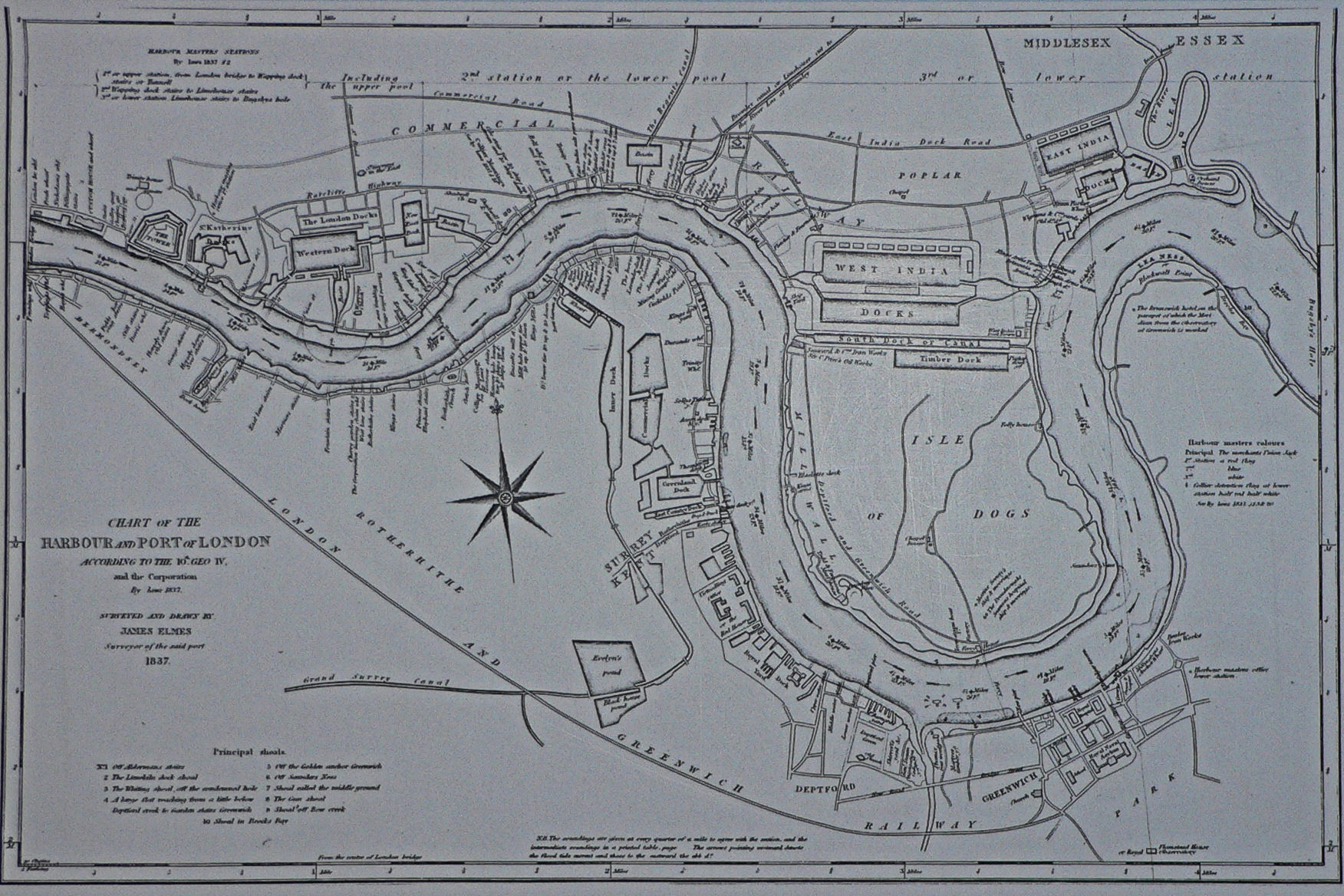
نقشه بندر در سال ۱۸۳۷ اثر جیمز المز، نشان‌دهنده اسکله‌های محصور در آغاز سلطنت ملکه ویکتوریا

داک‌لندز لندن ریشه در کمبود ظرفیت استخر لندن داشت که به‌ویژه بر تجارت با هند غربی تأثیر می‌گذاشت. در سال ۱۷۹۹، قانون اسکله هند غربی ساخت یک اسکله جدید دور از رودخانه را برای دریافت کالاهای هند غربی مجاز شمرد، و دیگر بخش‌های داک‌لندز نیز در پی آن ساخته شدند؛ چراکه مالکان زمین اسکله‌هایی محصور با امنیت و امکانات بهتر نسبت به اسکله‌های استخر لندن احداث کردند.
در سراسر قرن نوزدهم، مجموعه‌ای از سامانه‌های اسکله‌ای محصور با دیوارهای بلند ساخته شد تا از محموله‌ها در برابر دزدی‌های رودخانه‌ای محافظت شود. این سامانه‌ها شامل اسکله‌های هند غربی (۱۸۰۲)، اسکله‌های هند شرقی (۱۸۰۳، منشعب از اسکله برانزویک سال ۱۷۹۰)، اسکله‌های لندن (۱۸۰۵)، اسکله‌های تجاری سوری (۱۸۰۷، منشعب از اسکله بزرگ مرطوب هاولند سال ۱۶۹۶)، اسکله‌های سنت کاترین (۱۸۲۸)، اسکله سلطنتی ویکتوریا (۱۸۵۵)، اسکله میلوال (۱۸۶۸)، اسکله سلطنتی آلبرت (۱۸۸۰) و اسکله‌های تیلبری (۱۸۸۶) بودند.
اسکله‌های محصور توسط چند شرکت خصوصی رقیب ساخته شدند، از جمله شرکت اسکله‌های هند شرقی و غربی (مالک اسکله‌های هند شرقی، غربی و تیلبری)، شرکت اسکله‌های تجاری سوری، و شرکت اسکله‌های لندن و سنت کاترین (مالک اسکله‌های لندن، سنت کاترین و سلطنتی).
در آغاز قرن بیستم، رقابت و اعتصابات منجر به فشار برای ادغام شد. یک کمیسیون سلطنتی منجر به تأسیس نهاد «اداره بندر لندن» (PLA) در سال ۱۹۰۸ شد. در سال ۱۹۰۹، این نهاد کنترل اسکله‌های محصور از پل تاور تا تیلبری را، با چند استثنای جزئی از جمله اسکله پاپلار که در اختیار شرکت راه‌آهن باقی ماند، در دست گرفت. همچنین کنترل رودخانه از بند تیدینگتون تا یانلت کریک را از نهاد شهر لندن که از قرن سیزدهم عهده‌دار آن بود، به دست گرفت. ساختمان اصلی PLA در باغ‌های ترینیتی اسکوئر توسط شرکت جان موولم ساخته شد و در سال ۱۹۱۹ تکمیل گردید.
این نهاد با لایروبی کانالی آب‌عمیق، افزودن اسکله شاه جرج پنجم (۱۹۲۰) به مجموعه سلطنتی، و ارتقای مداوم دیگر سامانه‌های اسکله محصور، عملکرد خود را در دو سوم ابتدایی قرن بیستم تثبیت کرد. این روند در اواخر دهه ۱۹۶۰ با گسترش بندر تیلبری به بندری بزرگ برای کانتینرها به اوج رسید (که در اوایل دهه ۱۹۷۰ بزرگ‌ترین بندر کانتینری بریتانیا بود) و همچنین ساخت ترمینال غلات در ساحل رودخانه و تأسیسات مکانیزه برای تخلیه چوب را در پی داشت. تحت نظارت PLA، تجارت سالانه لندن تا سال ۱۹۳۹ به ۶۰ میلیون تُن (۳۸٪ تجارت بریتانیا) رسید، اما در جریان جنگ جهانی دوم عمدتاً به کلاید و لیورپول منتقل شد. پس از جنگ، بندر لندن دوباره احیا شد و در دهه ۱۹۶۰ بار دیگر به حجم ۶۰ میلیون تُن رسید.

### کارگران بندر

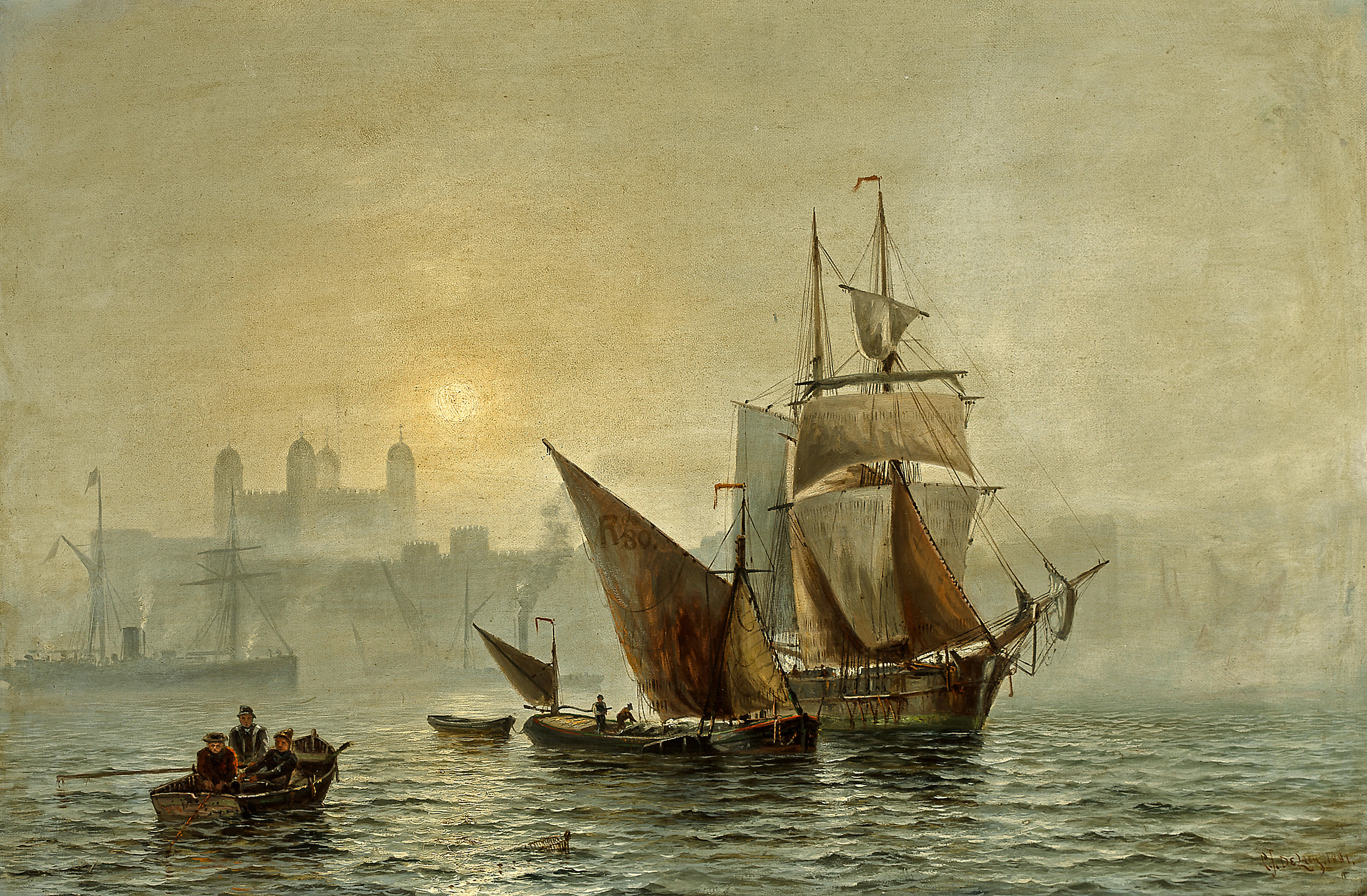
چارلز د لِیسی، "مه در بندر، لندن"

تا سال ۱۹۰۰، هر یک از اسکله‌ها و باراندازها حدود ۷٫۵ میلیون تُن بار دریافت می‌کردند؛ نتیجه‌ای اجتناب‌ناپذیر از گسترش نفوذ امپراتوری بریتانیا.
به‌واسطه وسعت و شکوه بندر، این مکان در اواخر قرن نوزدهم و اوایل قرن بیستم، محل کار بسیاری از کارگران در لندن بود. اگرچه اکثر باربران بندر کارگر موقت بودند، اما برخی کارگران ماهر مانند کارگران بارانداز که کشتی‌ها را بارگیری می‌کردند و قایقران‌های باری که از طریق بارج‌ها بار را از کشتی‌های لنگر انداخته تخلیه می‌کردند، به شکل منظم‌تری کار می‌کردند.
در مقابل، بیشتر کارگران بندر به‌صورت روزمزد زندگی می‌کردند و امید داشتند هر بار که کشتی‌ای وارد می‌شود، استخدام شوند. گاهی این کارگران حتی برای یک روز کار، رشوه می‌دادند؛ و یک روز کار ممکن بود ۲۴ ساعت کار مداوم باشد. افزون بر این، خود کار نیز به‌شدت خطرناک بود. در سال ۱۹۰۰، تقریباً هر هفته یک کارگر بندر در اثر سقوط بار کشته می‌شد و آسیب‌های غیرمرگبار حتی بیشتر هم بود.
باربران بندر لندن با کالاهای وارداتی عجیب و ارزشمندی مانند سنگ‌های قیمتی، عاج آفریقایی، ادویه‌های هندی و رام جامائیکایی سروکار داشتند؛ کالاهایی که خود هرگز توان خریدشان را نداشتند، و همین باعث شیوع سرقت در اسکله‌های لندن می‌شد. کارگران بندر گاهی با کالاهایی که زیر لباسشان پنهان کرده بودند از کار برمی‌گشتند، و سارقان شبانه به انبارها دستبرد می‌زدند.
اگرچه تنباکو، آناناس، پوست خرس و دیگر کالاها هدف سرقت بودند، اما شایع‌ترین تخلف، سرقت برای نوشیدن بود. گزارش‌های زیادی از اوایل قرن بیستم وجود دارد که در آن‌ها کارگران بندر بطری‌های برندی یا جین می‌دزدیدند و به‌جای کار، آن‌ها را می‌نوشیدند. غالباً پیامدها سخت بود؛ پنج هفته کار سخت برای یک بطری هنسی برندی غیرمعمول نبود.
این شرایط سرانجام بن تیلت را بر آن داشت تا رهبری اعتصاب بزرگ بندر لندن در سال ۱۸۸۹ را بر عهده گیرد. کارگران خواهان افزایش ناچیز دستمزد بودند، اما سرکارگران ابتدا مخالفت کردند. با گذشت زمان، اعتصاب گسترش یافت و نهایتاً باعث جلب توجه عمومی به شرایط نامناسب کارگران بندر لندن شد. این اعتصاب همچنین موجب احیای اتحادیه‌های کارگری در بریتانیا شد و شرایط کاری کارگران را در سراسر لندن بهبود بخشید.

### صنایع بندری

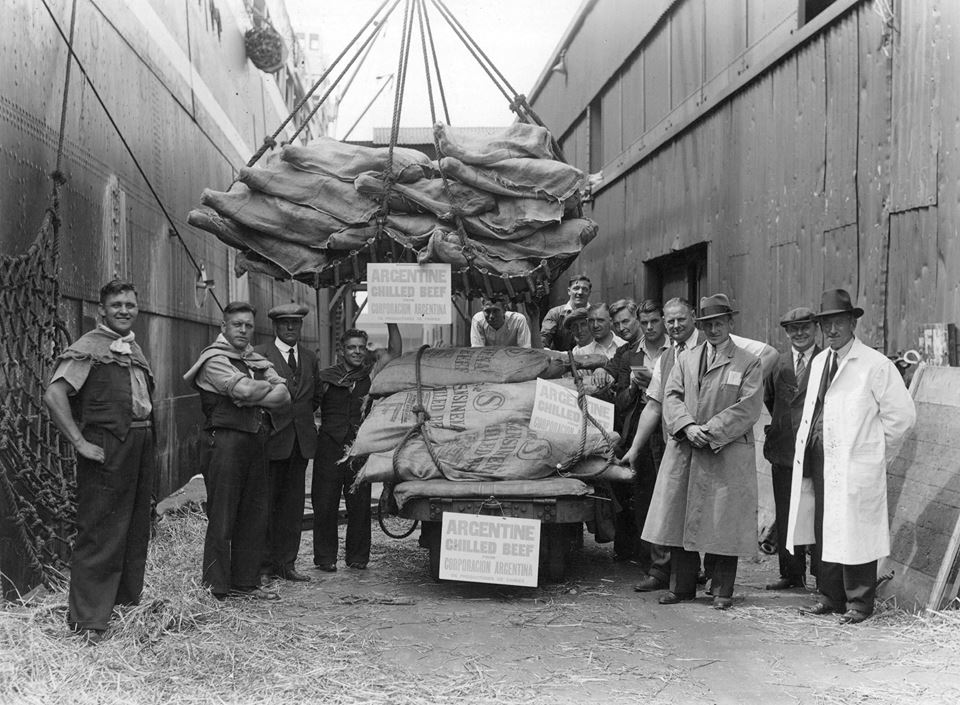
کارگران بندر لندن در حال تخلیه «گوشت سرد آرژانتینی»، اوت ۱۹۳۵

در کنار اسکله‌ها، صنایع بندری زیادی شکل گرفتند که برخی از آن‌ها (به‌ویژه تیت اند لایل، فرآوری روغن خوراکی، تولید خودرو و نورثفلیت) تا به امروز باقی مانده‌اند. صنایع دیگر شامل کار با آهن، ریخته‌گری برنج و برنز، رده:کشتی‌سازی در لندن، چوب، غلات، نورثفلیت و آسیاب کاغذ، تولید تسلیحات و… بودند.
لندن برای دهه‌ها در صنعت جهانی کابل‌های ارتباطی زیر دریا پیشتاز بود، با کارخانه‌هایی در اسکله اندربی، سیلورتاون، نورث وولیچ، کارل ویلهلم زیمنس و اریث.
برای قرن‌ها، لندن مرکز اصلی کشتی‌سازی در بریتانیا بود (برای مثال در حیاط کشتی‌سازی بلک‌وال، لندن یارد، سامودا یارد، کارخانه آهن میلوال، شرکت کشتی‌سازی تیمز، هنری مودسلی، کارخانه دتفورد و کارخانه وولیچ) اما از اواسط قرن نوزدهم در مقایسه با کلاید و مراکز دیگر، دچار افول شد. این روند همچنین بر تلاش هنری بسمر برای راه‌اندازی صنعت فولاد در شبه‌جزیره گرینیچ در دهه ۱۸۶۰ اثر گذاشت. آخرین کشتی جنگی بزرگ، اچ‌ام‌اس تاندرر (۱۹۱۱)، در سال ۱۹۱۱ به آب انداخته شد.

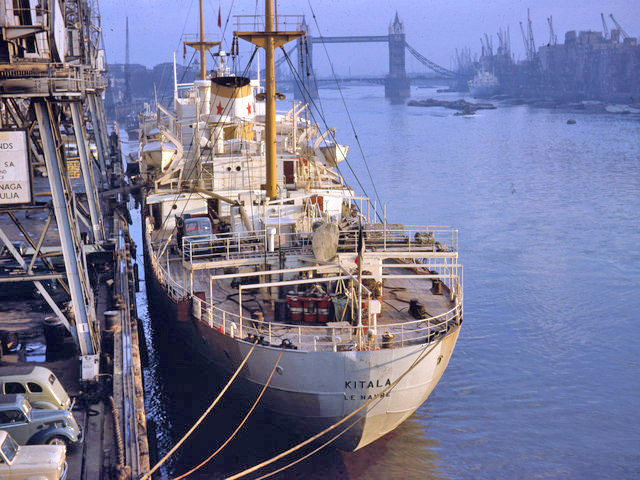
یک کشتی در حال پهلوگیری در استخر بالای لندن، سال ۱۹۶۲

حجم بالای کشتی‌رانی در بندر لندن باعث توسعه گسترده صنعت تعمیر کشتی شد. در سال ۱۸۶۴، زمانی که بیشتر کشتی‌ها از چوب ساخته می‌شدند و با بادبان حرکت می‌کردند، ۳۳ حوض خشک تعمیر کشتی در بندر وجود داشت. بزرگ‌ترین آن‌ها کارخانه لانگلی در دتفورد گرین بود که طولی برابر با ۴۶۰ فوت (۱۴۰ متر) داشت. هرچند ساخت کشتی‌های بزرگ با تعطیلی شرکت کشتی‌سازی تیمز در لیماث در سال ۱۹۱۲ پایان یافت، اما صنعت تعمیر کشتی همچنان پررونق ماند.
تا سال ۱۹۳۰، تعداد حوض‌های خشک اصلی به ۱۶ کاهش یافت، اما این حوض‌ها بسیار مکانیزه و مناسب تعمیر کشتی‌های آهنی و فولادی بودند.
همچنین نیروگاه‌ها و کارخانه‌های گاز بسیاری در کناره رود تیمز، شاخه‌ها و کانال‌های آن قرار داشتند. کارخانه‌های اصلی گاز در بکتون و گرینیچ شرقی، و نیروگاه‌ها شامل نیروگاه برمزدان، نیروگاه هکنی، نیروگاه وستهام (در رود لی)، کینگستون، نیروگاه فولهام، نیروگاه لاتس رود، وانزوورث، نیروگاه بترسی، نیروگاه بنکساید، نیروگاه استپنی، نیروگاه دتفورد، نیروگاه گرینیچ، نیروگاه بلک‌وال پوینت، نیروگاه برانزویک ورف، نیروگاه وولیچ، نیروگاه بارکینگ، نیروگاه بلودی‌یر، نیروگاه لیتلبروک، نیروگاه وست توراک، نورثفلیت، نیروگاه تیلبری و نیروگاه گرین بودند.
نیاز نیروگاه‌ها و کارگاه‌های گاز به زغال‌سنگ، بخش بزرگی از تجارت لندن در دوران پس از جنگ را تشکیل می‌داد. یک مقاله در روزنامه تایمز در سال ۱۹۵۹ می‌نویسد:
حدود دو سوم از ۲۰ میلیون تن زغال‌سنگی که هر سال وارد رود تیمز می‌شود، در ۹ کارگاه گاز و ۱۷ نیروگاه مصرف می‌شود. Beckton Gas Works به‌طور میانگین روزانه ۴٬۵۰۰ تن زغال‌سنگ کربونیزه می‌کند؛ بزرگ‌ترین نیروگاه‌ها در یک روز زمستانی حدود ۳٬۰۰۰ تن زغال‌سنگ می‌سوزانند..
.. سه نیروگاه دیگر نیز در حال ساخت هستند، در بلودیر (سوخت نفتی)، و نورثفلیت و وست ثاروک (سوخت زغالی).
این زغال‌سنگ‌ها مستقیماً از طریق تأسیسات بارگیری زغال‌سنگ در کناره رودخانه، و نه از طریق اسکله‌ها، منتقل می‌شدند. برای نمونه، کارگاه گاز بکتون دارای دو اسکله بزرگ بود که هم نیازهای داخلی خود و هم انتقال زغال‌سنگ به قایق‌های کوچک برای ارسال به سایر کارگاه‌های گاز را پوشش می‌دادند.
بخش قابل توجهی از کاهش تجارت لندن از دهه ۱۹۶۰ به بعد، ناشی از از بین رفتن تجارت زغال‌سنگ بوده است؛ زیرا کارگاه‌های گاز پس از کشف نفت دریای شمال تعطیل شدند، استفاده خانگی از زغال‌سنگ برای گرمایش عمدتاً جای خود را به گاز و برق داد، و همه نیروگاه‌های زغالی بالادست تیلبوری بسته شدند. در سال ۲۰۱۱، هنگامی که نیروگاه تیلبوری به‌طور کامل به سوزاندن زیست‌توده روی آورد، واردات زغال‌سنگ به لندن به صفر رسید.

### حرکت به پایین‌دست

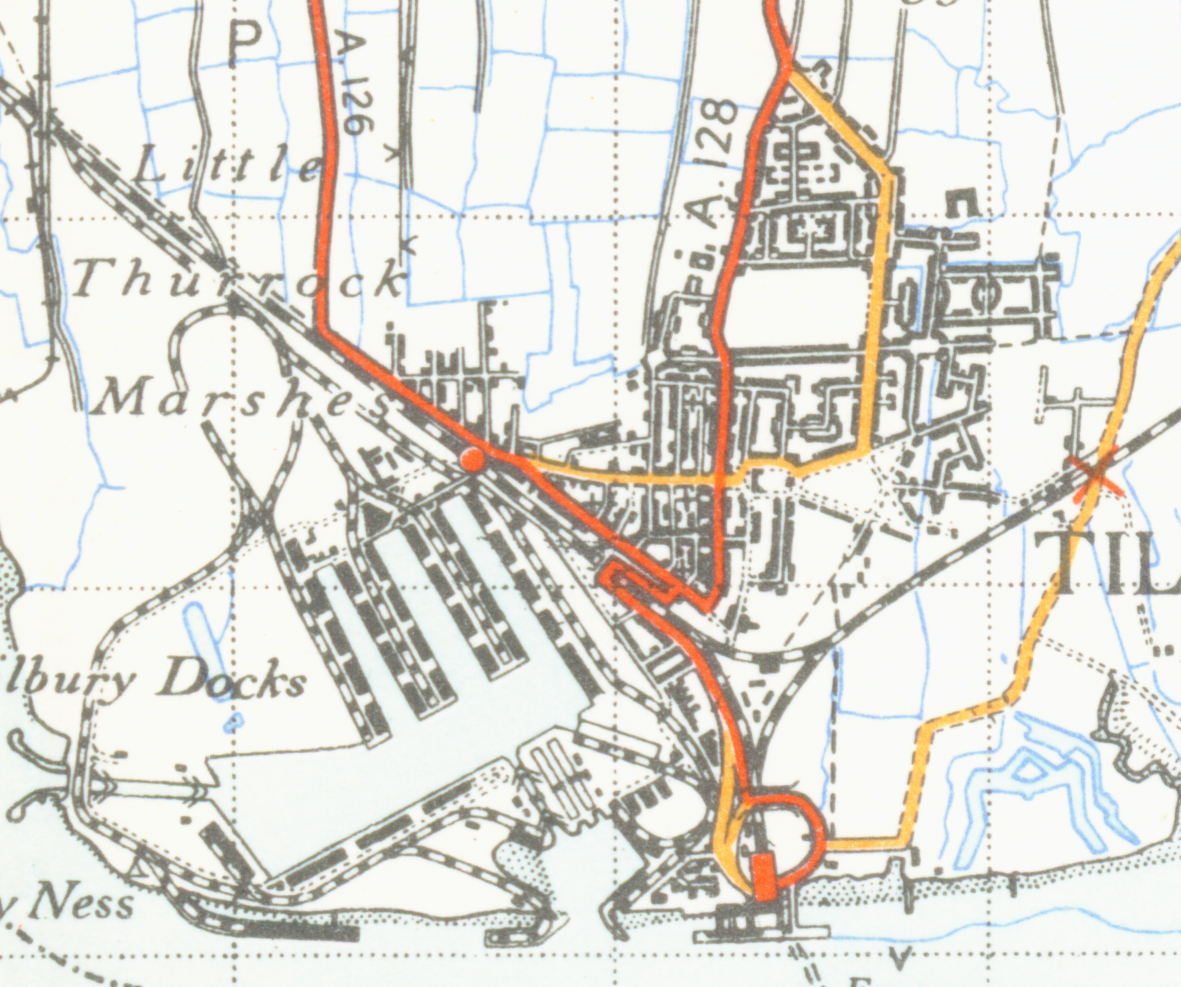
تیلبوری در سال ۱۹۴۶، پیش از گسترش عمده به‌عنوان بندر کانتینری

با به‌کارگیری کشتی‌های بزرگ‌تر و کانتینری‌سازی، اهمیت بندرهای بالادست از میانه دهه ۱۹۶۰ به‌سرعت کاهش یافت. اسکله‌های محصور در بالادست رود به‌تدریج بین پایان دهه ۱۹۶۰ تا اوایل دهه ۱۹۸۰ کاهش یافته و تعطیل شدند. تجارت در اسکله‌های خصوصی واقع در رودخانه آزاد برای مدت بیشتری ادامه یافت؛ برای نمونه، بارگیری کانتینر در پایانه آبی عمیق ویکتوریا در شبه‌جزیره گرینویچ تا دهه ۱۹۹۰ ادامه داشت و واردات عمده کاغذ در Convoy's Wharf در دپتفورد تا سال ۲۰۰۰ انجام می‌شد. بندر بزرگ‌تر همچنان به‌عنوان مرکز عمده‌ای برای تجارت و صنعت فعال بود، با پایانه‌های نفت و گاز در کُریتون، شل هیون و کانوی در اسکس و Isle of Grain در کنت. در سال ۱۹۹۲، با اجرای سیاست خصوصی‌سازی دولت، تیلبوری به یک منطقه آزاد تجاری تبدیل شد. اداره بندر لندن (PLA) دیگر نقش اپراتوری بندر را ایفا نمی‌کند و صرفاً مسئول مدیریت رود تیمز باقی مانده است.
بخش زیادی از زمین‌های بلااستفاده در اسکله‌های قدیمی لندن در حال بازتوسعه برای احداث مسکن و ایجاد منطقه مالی دوم برای لندن است (با مرکزیت کنری وورف).

## بندر امروزی

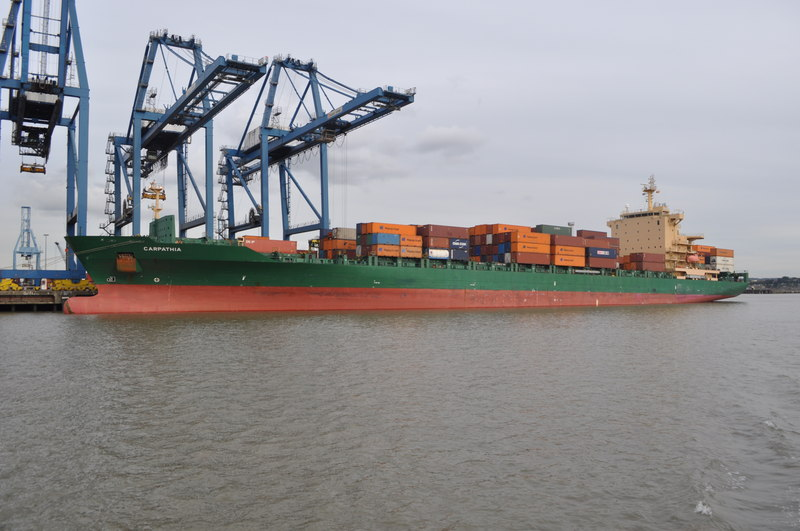
کشتی کانتینری Carpathia در حال تخلیه بار در پایانه Northfleet Hope، تیلبوری

بندر لندن امروزه شامل بیش از ۷۰ پایانه و تأسیسات بندری مستقل است که به‌طور مستقیم بیش از ۳۰٬۰۰۰ نفر را به‌کار گرفته‌اند. این پایانه‌ها عمدتاً در پورفلیت (با بزرگ‌ترین کارخانه مارگارین در جهان)، ثارک، تیلبوری (تأسیسات اصلی بارگیری کانتینر بندر)، لندن گیت‌وی، کُریتون و جزیره کانوی در اسکس، دارتفورد و نورثفلیت در کنت، و گرینویچ، سیلورتاون، بارکینگ، دگنهام و ایرت در لندن بزرگ متمرکزند.
بندر لندن کالاهای کانتینری، چوب، کاغذ، خودرو، سنگدانه، نفت خام، فراورده نفتی، ال‌پی‌جی، زغال‌سنگ، فلزات، غله و سایر مواد فله‌ای خشک و مایع را جابه‌جا می‌کند.
در سال ۲۰۱۲، لندن از نظر حجم کالاهای جابه‌جاشده (۴۳٫۷ میلیون تن) دومین بندر بزرگ بریتانیا پس از ایمینگهام (۶۰ میلیون تن) بود. با این حال، بندر لندن بیشترین حجم کالای غیرسوختی را در میان بنادر بریتانیا جابه‌جا می‌کند (۳۲٫۲ میلیون تن در سال ۲۰۰۷). دیگر رقبای عمده لندن در کشور عبارتند از فلیکس‌ستو و ساوت‌همپتون که به‌ترتیب بیشترین و دومین میزان کانتینر را در میان بنادر بریتانیا جابه‌جا می‌کنند؛ در سال ۲۰۱۲، لندن رتبه سوم و بنادر مدوی (عمدتاً London Thamesport) رتبه پنجم را داشتند.
تعداد کانتینر استاندارد بیست فوتی بارهای جابه‌جاشده توسط بندر لندن برای نخستین‌بار در تاریخ این بندر در سال ۲۰۰۷ از مرز دو میلیون عبور کرد و این روند در سال ۲۰۰۸ نیز ادامه یافت. توان بندر برای بارگیری کشتی‌های بزرگ و کانتینری‌سازی قرار است با تکمیل پروژه بندر London Gateway به‌طور چشمگیری افزایش یابد؛ پروژه‌ای که در صورت تکمیل کامل، ظرفیت بارگیری تا ۳٫۵ میلیون TEU در سال را خواهد داشت.
با حدود ۱۲٬۵۰۰ حرکت کشتی تجاری در سال، بندر لندن حدود ۱۰٪ از تجارت کشتی‌رانی تجاری بریتانیا را مدیریت می‌کند و ۸٫۵ میلیارد پوند به اقتصاد بریتانیا کمک می‌کند. افزون بر بار، در سال ۲۰۰۸ تعداد ۳۷ کشتی گردشی از این بندر بازدید کردند.

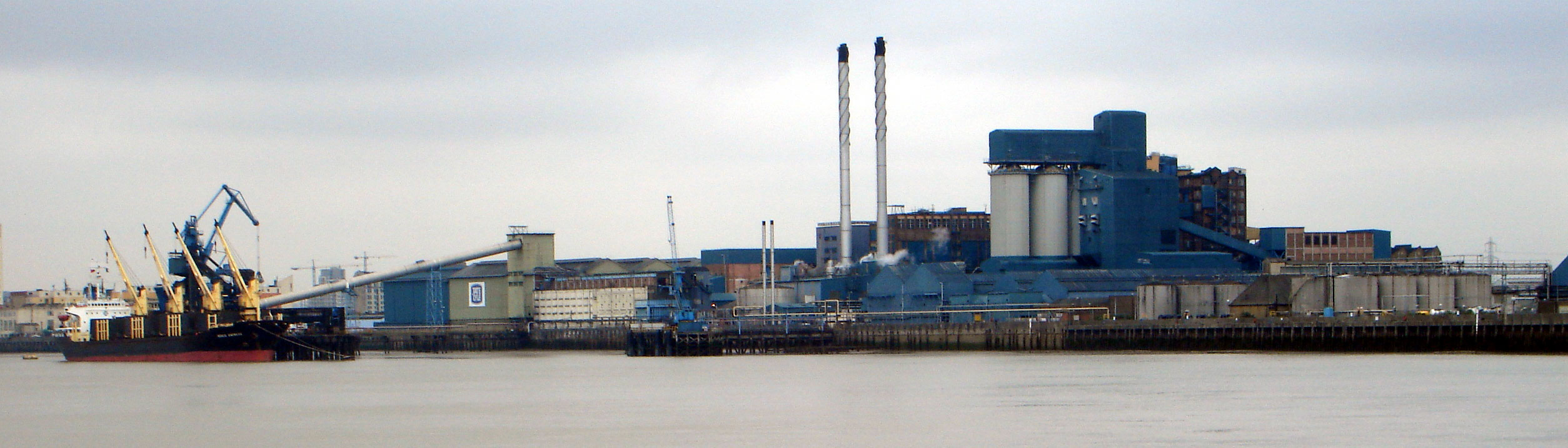
کارخانه پالایش تیت اند لایل در سیلورتاون، لندن

بندر لندن که زمانی یکی از مراکز اصلی پالایش نفت خام بود، امروزه تنها فراورده‌های پالایش‌شده را وارد می‌کند. پالایشگاه‌های کنت (متعلق به بی‌پی) و شل هیون (متعلق به شل پی‌ال‌سی) به‌ترتیب در سال‌های ۱۹۸۲ و ۱۹۹۹ تعطیل شدند و پالایشگاه کُریتون نیز در سال ۲۰۱۲ بسته شد. شماری از اسکله‌های بالادست همچنان فعال‌اند. برای نمونه، در سیلورتاون، شرکت تیت اند لایل همچنان بزرگ‌ترین کارخانه نیشکر جهان را اداره می‌کند؛ کارخانه‌ای که در گذشته از طریق اسکله‌های وست ایندیا پشتیبانی می‌شد اما اکنون دارای تأسیسات اختصاصی بارگیری خود است. بسیاری از اسکله‌ها تا حد بالادست فولام برای انتقال سنگدانههایی که با بارج از پایین‌دست رود آورده می‌شوند، استفاده می‌شوند. زمین‌های حاشیه رودخانه در لندن به‌شدت تحت فشار توسعه برای ساخت مسکن یا دفاتر اداری لوکس قرار دارند و در نتیجه، اداره کل لندن بزرگ با همکاری اداره بندر لندن (PLA) طرحی برای حفاظت از ۵۰ اسکله اجرا کرده که نیمی از آن‌ها بالاتر و نیمی دیگر پایین‌تر از سد تیمز واقع شده‌اند.

### آمدوشد درون‌بندری
در سال‌های اخیر، استفاده از رود تیمز برای جابه‌جایی بار بین پایانه‌های بندر لندن با رشد چشمگیری همراه بوده است. دلیل اصلی این رشد، مزایای زیست‌محیطی انتقال بار از طریق رودخانه است که جایگزینی برای حمل‌ونقل جاده‌ای و ریلی در شبکه‌های شلوغ پایتخت محسوب می‌شود. شهرداری‌ها نیز به این روند کمک کرده‌اند و زباله‌ها و آوارهای ساختمانی را با بارج از طریق رودخانه منتقل می‌کنند. ساخت المپیک پارک و کراس‌ریل نیز از رودخانه برای انتقال بار و ضایعات یا مصالح حفاری استفاده کردند. پروژه در حال اجرای Thames Tideway Scheme نیز از رود برای این منظور استفاده می‌کند، از جمله برای انتقال دستگاه حفاری تونل و دفاتر موقت. تنها پروژه کراس‌ریل شامل انتقال ۵ میلیون تن مصالح بود که تقریباً تمام آن‌ها خاک تمیز حاصل از حفاری بود و از نقاطی چون کنری وورف به ذخیره‌گاه‌های طبیعی جدید در مصب رود تیمز منتقل شدند. این روند همچنین شامل بازگشایی اسکله‌ها یا اسکله‌های کوچکتر برای پروژه‌های ساختمانی گوناگون در امتداد یا نزدیک رودخانه است؛ اسکله زغال باترسی از تازه‌ترین نمونه‌هاست.
در سال ۲۰۰۸، حجم تجارت درون‌بندری ۱٫۹ میلیون تن بود و رود تیمز را به شلوغ‌ترین مسیر آبی داخلی در بریتانیا تبدیل کرد.

### گسترش: لندن گیت‌وی
London Gateway، متعلق به شرکت دی‌پی ورلد، که در نوامبر ۲۰۱۳ گشایش یافت، گسترشی از بندر لندن در کرانه شمالی رود تیمز در ثاروک، اسکس، در ۳۰ مایلی (۴۸ کیلومتری) شرق مرکز لندن است. این مجموعه یک مرکز تدارکاتی کاملاً یکپارچه است که شامل یک پایانه نیمه‌خودکار کانتینری آب‌عمیق و بزرگ‌ترین ذخیره زمین بریتانیا برای توسعه انبارها، تأسیسات توزیع و خدمات لجستیکی وابسته در یک مکان است. این بندر آب‌عمیق قابلیت پذیرش بزرگ‌ترین کشتی‌های کانتینری جهان را دارد.

## نظارت پلیسی بر بندر
بندر لندن زمانی دارای نیروی پلیس اختصاصی خود به نام نیروی پلیس اداره بندر لندن بود، اما امروزه چندین نیروی مختلف مسئولیت پلیسی آن را برعهده دارند. این نیروها شامل پلیس متروپولیتن، پلیس شهر لندن، پلیس اسکس، پلیس کنت (که همگی از نیروهای پلیس محلی در مناطق عبور رودخانه‌اند) و پلیس بندر تیلبوری هستند (تشکیل‌شده در ۱۹۹۲ و بازمانده‌ای از نیروی پلیس سابق PLA). پلیس متروپولیتن دارای واحد ویژه‌ای به نام Marine Support Unit (پیش‌تر با عنوان شاخه تیمز شناخته می‌شد) است که گشت‌زنی و نظارت بر رودخانه در منطقه لندن بزرگ را برعهده دارد. احتمال دارد با راه‌اندازی بندر London Gateway، یک نیروی پلیس ششم نیز برای آن تأسیس شود.